# Werthella plumifera
Werthella plumifera är en kvalsterart som beskrevs av Newell 1971. Werthella plumifera ingår i släktet Werthella och familjen Halacaridae. Inga underarter finns listade i Catalogue of Life.